# 岩生野古草
岩生野古草（学名：Arundinella rupestris）是禾本科野古草属的植物。分布于越南以及中国大陆的湖南西南部、贵州南部、广西北部、云南东南部等地，多生长在河床两岸的石隙间或河滩上，目前尚未由人工引种栽培。

## 异名
- Arundinella rupestris A. Camus var. pachyathera (Hand.-Mazz.) B. S. Sun et Z. H. Hu